# Христіан Сейнер

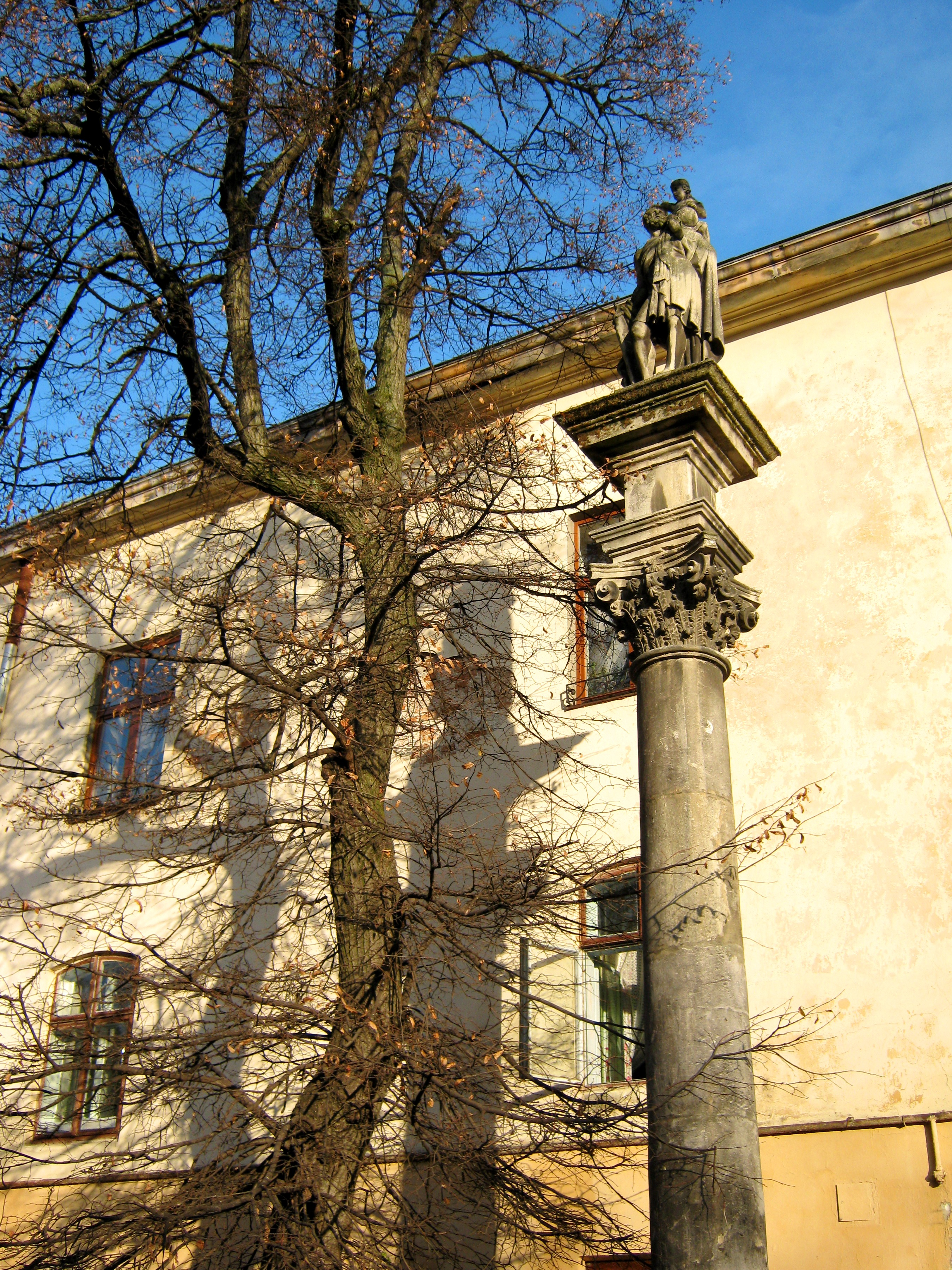
св. Христофор на колоні біля вірменського собору у Львові

Христіан Сейнер (нім. Chrystian Seyner) — скульптор німецького походження, який працював у 1730-1750-х роках у Галичині.
Роботи
- Працював над вівтарями Архангела Михаїла та святого Яна Непомуцького для костелу кармелітів босих (костел Архангела Михаїла[1]) у Вишнівці.
- Створення кам'яної фігури святого Христофора на колоні біля Вірменського собору у Львові (1726 р.)